# Kruiskalsijdemolen
De Kruiskalsijdemolen is een molenrestant in het Belgische dorp Leke. De molen was een stenen stellingmolen, maar werd in de Eerste Wereldoorlog deels vernield.
In 1700 werd op de locatie een eerste houten graanmolen opgericht. In 1871 kwam een stenen stellingmolen in de plaats, die dienstdeed als graan- en oliemolen. De molen was 25 meter hoog en telde zeven verdiepingen. Nadat de molen in 1888 door Bernard Vandenberghe werd gekocht, werd die ook als "Bergens Molen" bekend in de volksmond.
In de Eerste Wereldoorlog, op 17 oktober 1914, werd de molen gedynamiteerd door Belgen, die wilden beletten dat het een Duitse observatiepost zou worden. Na de oorlog werd de molen afgebroken tot op 12 meter hoogte. In plaats van het gevlucht te herstellen kwam er onderin een mechanisme om verder te malen, dat tot 1970 bleef werken.
Bij het begin van de 21ste eeuw waren er plannen de molen te herstellen tot een maalvaardige windmolen; later koos men de mechanische maalderij te herstellen. De molen en de omgeving werden in 1995 beschermd als monument en als dorpsgezicht.
- Inventaris van het Bouwkundig Erfgoed (Vlaanderen): 78356